# 피사노사우루스

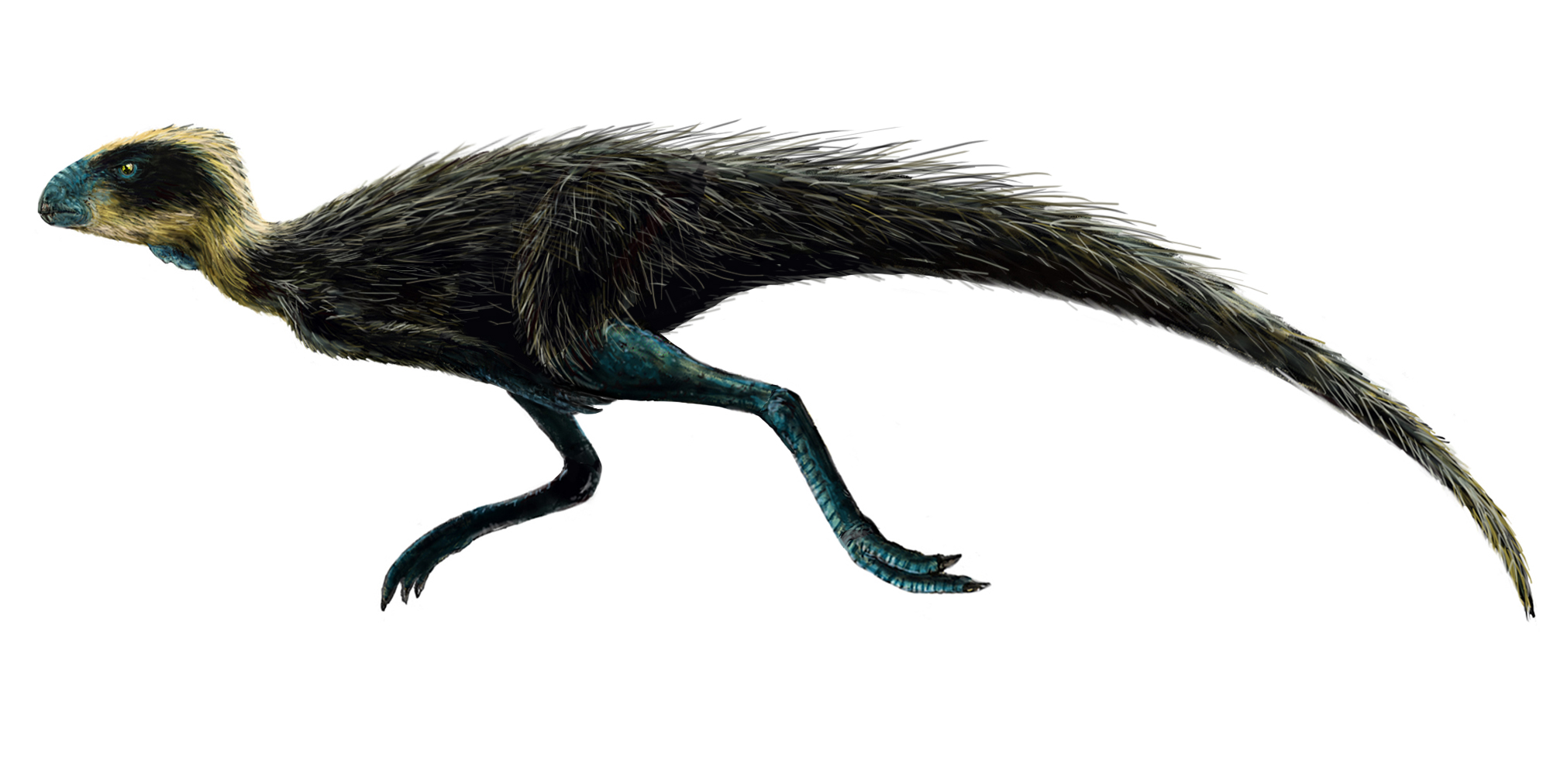

피사노사우루스(Pisanosaurus)는 트라이아스기 후기(약 2억 2,800만년 전~ 2억 1,600만년 전), 오늘날 남아메리카 대륙에 서식했던 2족보행의 초식공룡이다. 학명은 "피사노의 도마뱀(Pisano lizard)"이라는 의미를 갖고 있다. 화석은 아르헨티나의 북서부 지역에서 발견되었다. 소형공룡으로 현재까지 알려진 공룡 중에서는 최초의 조반류이다. 전체 몸 길이는 약 1m정도, 체중은 40kg정도 나갔을 것으로 추정된다. 후두류의 조상이라는 점이 흥미롭다.